# Esenler (district)
 (avril 2023).
Si vous disposez d'ouvrages ou d'articles de référence ou si vous connaissez des sites web de qualité traitant du thème abordé ici, merci de compléter l'article en donnant les références utiles à sa vérifiabilité et en les liant à la section « Notes et références ».
Ne doit pas être confondu avec Esenler, un quartier du district de Pendik dans la province d'Istanbul.

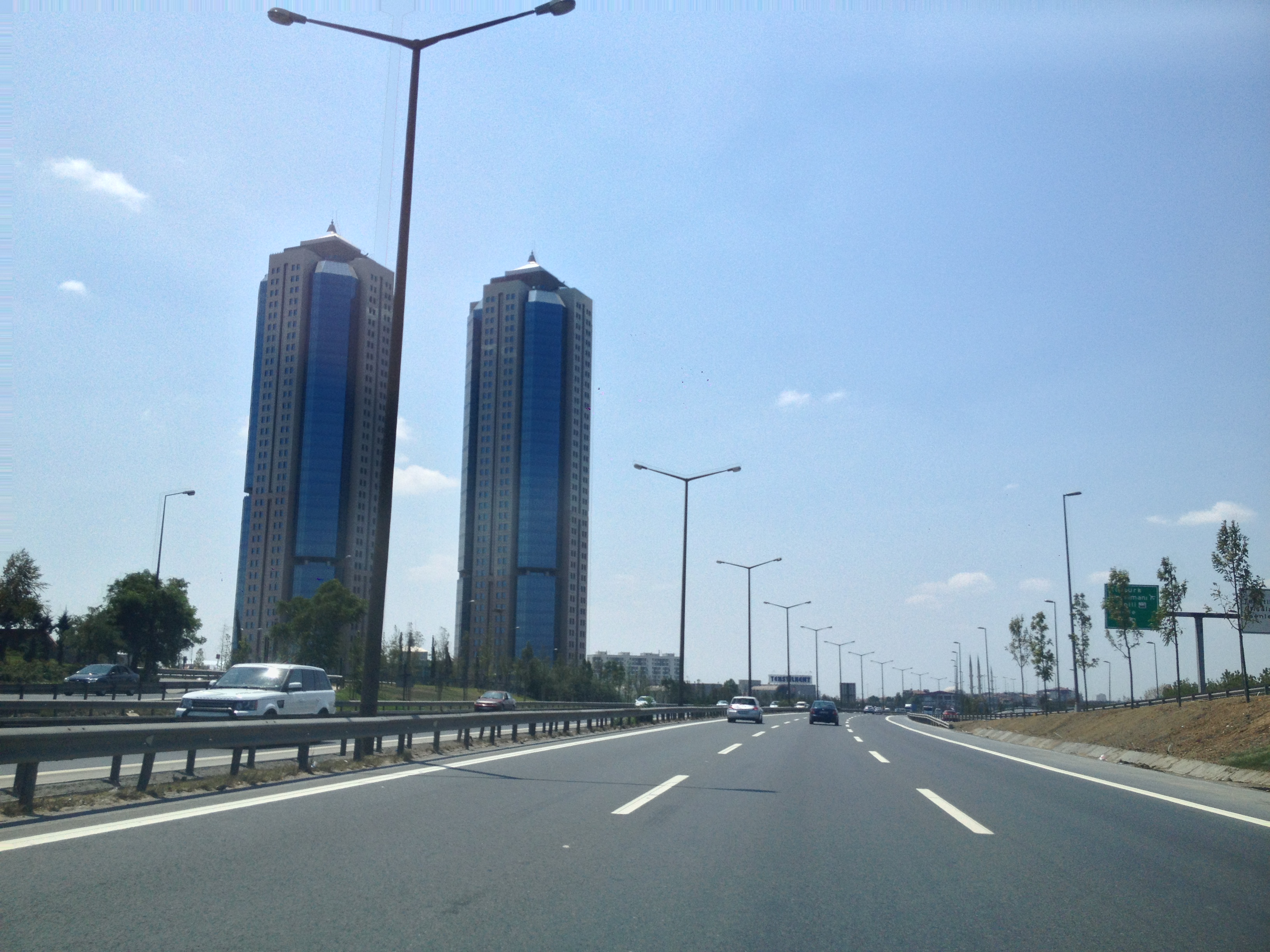
Tekstilkent Towers in Esenler district

Esenler est l'un des 39 districts de la ville d'Istanbul, en Turquie.

## Administration
Le district d'Esenler est divisé en 17 quartiers :
- 15 Temmuz
- Birlik
- Çiftehavuzlar
- Davutpaşa
- Fatih
- Fevzi Çakmak
- Havaalanı
- Kazım Karabekir
- Kemer
- Menderes
- Mimar Sinan
- Namık Kemal
- Nine hatun
- Oruçreis
- Tuna
- Turgutreis
- Yavuz Selim